# Exposition franco-britannique de 1908
L'Exposition franco-britannique est une grande exposition publique tenue à Londres entre le 14 mai 1908 et le 31 octobre 1908. L'exposition attire 8 millions de visiteurs et célèbre l'Entente cordiale signée en 1904 par le Royaume-Uni et la France.

## Localisation
L'exposition a lieu dans un quartier de l'ouest de Londres, près de Shepherd's Bush, qui s'appelle maintenant White City, le quartier obtient son nom des bâtiments d'exposition qui sont tous peints en blanc. Les épreuves d'escrime des jeux olympiques de 1908 ont lieu dans le quartier parallèlement aux festivités.
L'architecte en chef des bâtiments est John Belcher.
La foire est la plus grande exposition du genre en Grande-Bretagne et la première exposition internationale co-organisée et parrainée par deux pays. Il couvre une superficie d'environ 57 ha, dont un lac artificiel, entouré de plusieurs bâtiments blancs aux styles élaborés (souvent orientaux).

## Principales réalisations

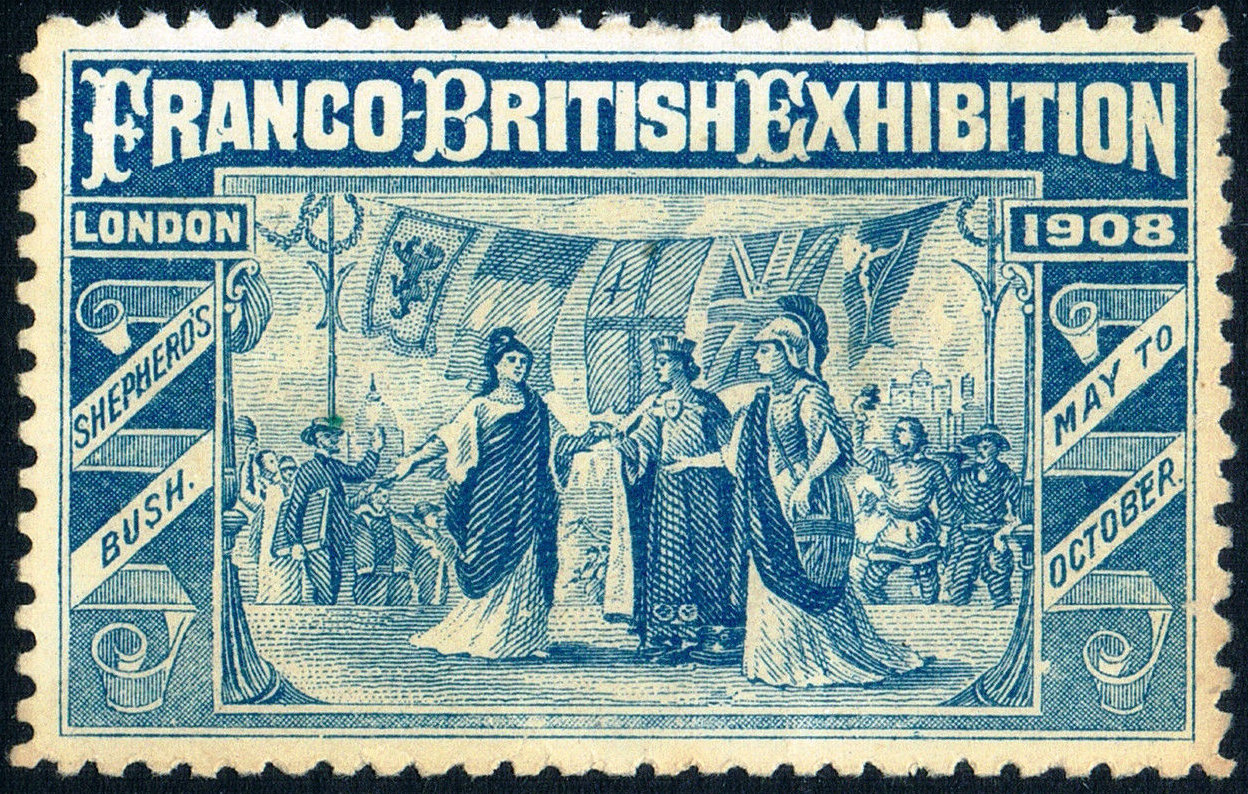
Timbre de l'exposition franco-britannique de 1908.

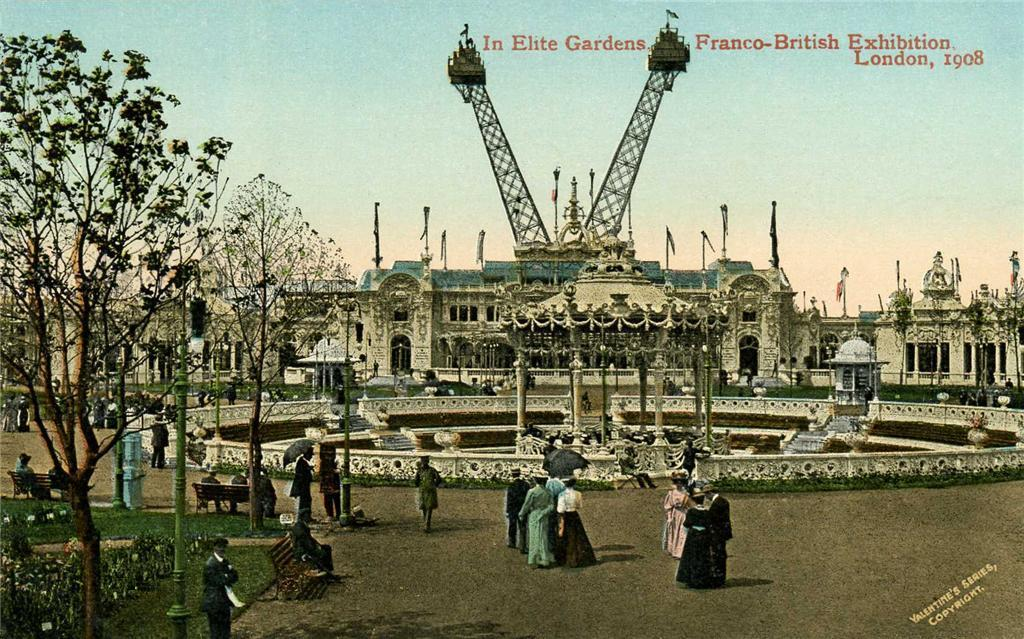
Dans Elite Gardens.

L'ensemble est composé d'une suite de vingt palais.
Les attractions les plus populaires de l'exposition sont les deux villages coloniaux - un village irlandais et un village sénégalais -, qui sont conçus pour communiquer le succès de l'impérialisme. Le village irlandais ("Ballymaclinton") est habité par 150 Irlandaises qui présentent diverses formes d'industrie nationale, ainsi que différentes fabrications et même une galerie d'art. Le village sénégalais présente la vie quotidienne, ainsi que divers objets. Des articles de presse commentent la propreté surprenante des Irlandais, tandis que les lecteurs ont rappelé que les Sénégalais sont plus propres qu’ils n'ont l’air.

## Accident de ballon
Le 14 août, un ballon appartenant à l'aéronaute américain Lovelace explose lors de l'exposition, tuant sa secrétaire de 18 ans et un employé. Six autres personnes sont blessées, dont un employé qui décède quelques jours après l'accident. Les journaux indiquent que l'explosion s'est produite lorsqu'une allumette allumée a été jetée au sol pendant les préparatifs du vol.

## Reconversion du site en lotissement
Après avoir été utilisé pour quatre autres expositions jusqu'en 1914, le site tombe en ruine et n'est pas utilisé pendant plus de vingt ans. Il est ensuite démoli petit à petit pour faire place à divers développements.
En 1937, une grande partie du site de White City est défrichée pour faire place à un lotissement. Ensuite le Flip Flap et un certain nombre d'autres structures de White City sont vendus pour la ferraille à la sidérurgie George Cohen, Sons and Co Limited, la même entreprise qui avait démantelé la grande roue de l'exposition Earl's Court  et a ensuite démantelé le Skylon, le dôme et dix autres bâtiments, sur le site du Festival of Britain en 1952.

## La BBC
La BBC reprend une grande partie du site restant à partir des années 1950. Elle développe un centre de télévision mais aussi des appartements, des studios et des commerces de détail, on y trouve BBC Media Village et BBC Worldwide. Au début des années 2000, les derniers bâtiments à l'est de Wood Lane sont démolis pour faire place au développement de Westfield.

## Vestiges de l'exposition
Seule reste la structure interne du bâtiment TA, sur les nombreux halls et bâtiments ornés de l'exposition originale. Hammersmith Park, au nord des jardins de Frithville, faisait autrefois partie du jardin japonais et est la seule partie du site d'exposition de 1908 encore visible. Une petite zone de carrelage préservée du jardin pouvait être vue à l'intérieur du site principal du Centre de télévision adjacent à l'entrée du public du Studio 1. Le site du White City Stadium, à Wood Lane, à côté du passage supérieur de Westway et qui faisait autrefois partie de l'exposition, est désormais occupé par le BBC Media Village.